# Ciocolată cu piper
Ciocolată cu piper (Chocolate com Pimenta) este o telenovelă braziliană produsă și difuzată de Rede Globo la ora 18.00, între 8 septembrie 2003 și 7 mai 2004, în 209 episoade. Difuzată în România de canalul Acasă TV.
Scrisă de Walcyr Carrasco, în colaborare cu Thelma Guedes, a avut direcția lui Jorge Fernando, Fabrício Mamberti și Fred Mayrink, direcția generală a lui Fabrício Mamberti și direcția nucleului lui Jorge Fernando.
A fost inspirată în mod liber în opera: Văduva veselă a lui Franz Lehár.

## Distribuție
| Mariana Ximenes            | Ana Francisca Mariano da Silva Canto e Mello Albuquerque |
| Murilo Benício             | Danilo Albuquerque                                       |
| Elizabeth Savalla          | Jezebel Canto e Mello                                    |
| Priscila Fantin            | Olga Gonçalves Lima Peixoto                              |
| Fúlvio Stefanini           | Prefeito Vivaldo Albuquerque                             |
| Drica Moraes               | Márcia Mariano da Silva                                  |
| Cláudio Corrêa e Castro    | Conde Klaus Von Burgo                                    |
| Marcello Novaes            | Timóteo Mariano da Silva                                 |
| Samara Felippo             | Celina Costa Andrade Fernandes                           |
| Rodrigo Faro               | Guilherme Oliveira Fernandes                             |
| Ary Fontoura               | Ludovico Canto e Mello                                   |
| Lília Cabral               | Bárbara Albuquerque                                      |
| Osmar Prado                | Margarido da Silva                                       |
| Nívea Stelmann             | Graça (Maria da Graça Costa Andrade Fernandes)           |
| Laura Cardoso              | Carmem da Silva                                          |
| Tarcísio Filho             | Sebastian Von Burgo                                      |
| Denise Del Vecchio         | Dona Mocinha Limeira da Silva                            |
| Rosamaria Murtinho         | Margot Oliveira Fernandes                                |
| Caco Ciocler               | Miguel Torres                                            |
| Kayky Brito                | Bernadete (Bernardo Canto e Mello)                       |
| Guilherme Vieira           | Antonio (Tonico) da Silva Canto e Mello (Albuquerque)    |
| Ernani Moraes              | Delegado Terêncio Lima                                   |
| Ângelo Paes Leme           | Soldado Peixoto (José Rufino Peixoto)                    |
| Antônio Grassi             | Reginaldo Andrade                                        |
| Tânia Bondezan             | Marieta Gonçalves Lima                                   |
| Carla Daniel               | Dália Silva                                              |
| Ary França                 | Epaminondas Xavier                                       |
| Patrícia França            | Drª. Sofia Menezes                                       |
| Rosane Gofman              | Roseli Castro Fritz                                      |
| Guilherme Piva             | Dr. Paulo Bentes                                         |
| Alexandre Barillari        | Beto (Alberto Lares)                                     |
| Juliana Alves              | Selma Cardoso de Almeida                                 |
| Maria Maya                 | Lili (Liliane) Campos Soares                             |
| Victor Pecoraro            | Maurício Von Burgo                                       |
| Luiza Curvo                | Cássia Gonçalves Lima                                    |
| Marcela Barrozo            | Estelinha (Estela Albuquerque)                           |
| Sabrina Rosa               | Vera Cardoso de Almeida                                  |
| Mônica Carvalho            | Gigi                                                     |
| Yeda Dantas                | Cândida Gomes                                            |
| Mário Cardoso              | Delegado Almerindo                                       |
| Hilda Rebello              | Matilde                                                  |
| Roberto Bomtempo           | Juvenal                                                  |
| Renato Rabello             | Padre Eurico Seriano                                     |
| Andréa Avancini            | Yvete                                                    |
| Roberto Frota              | Dr. Eusébio                                              |
| Lucy Mafra                 | Venúsia                                                  |
| Lauro Góes                 | Leonardo Albuquerque                                     |
| Sérgio Fonta               | Lael                                                     |
| Sônia de Paula             | Dinorá                                                   |
| Marcelo Barros             | Araújo                                                   |
| Ricardo Martins            | Quincas (Joaquim)                                        |
| Keruse Bongiolo            | Camélia Duarte Rodrigues                                 |
| Samuel Mello               | Beleza (Vinícius)                                        |
| Viviane Porto              | Inácia                                                   |
| Gabriel Azevedo            | Fabrício                                                 |
| Luiz Antônio do Nascimento | Jóia                                                     |